# Piedra Chilintosa

## Historia
La Piedra Chilintosa, es considerada como el sitio sagrado de la Protectora del Volcán o la Virgen de La Merced en Cotopaxi. Los feligreses cada año, por septiembre peregrinan 32 kilómetros desde el centro de Latacunga hasta Mulaló, sector donde está la piedra

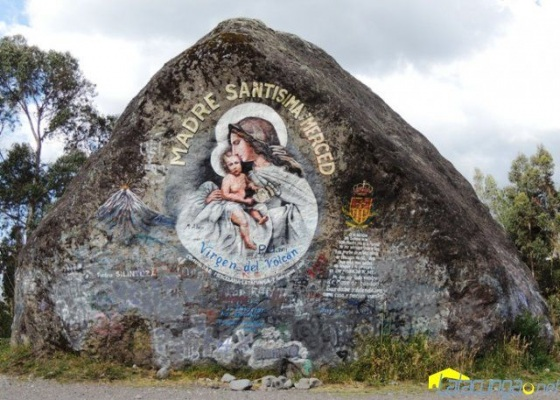
Piedra Chilintosa

Hace una temporada alrededor de 100 años que ocurrió la erupción del volcán Cotopaxi, aconteció algo que dejó abrumado a los habitantes de este sector, lo que llamó mucho la atención de estas personas fue una roca gigante, cada persona que pasaba por ese lugar o cercano se escuchaban ruidos extraños o melodías; debido a este hecho las personas creyentes la bautizaron como piedra Chilintosa una enorme roca que emitía sonidos alucinantes.
Una iglesia en el sector de Mulaló, se mantuvo en pie tras la erupción del Cotopaxi en 1877; El padre Sodiro describe y con evidencias documenta que esta catástrofe en su libro junto con Humboldt,  describe claramente como la el estallido del coloso afecto al sector cerca al río Cutuchi por la "Hacienda Ciénega", gracias a este informante se tiene noción de donde proviene la leyenda.

## Origen
Su origen se da gracias a la erupción Riolítica del Cotopaxi, poco a poco estos restos fueron descendiendo hasta tener contacto con los lugares en donde vivían personas, una zona en específica conocida como Mulaló, sector que conecta con San Ramón, muy cercana a los senderos de los volcanes con los que colinda.

#### Leyenda
Cuenta la leyenda que el volcán Cotopaxi erupcionó con una fuerza descomunal tal fue que aquellos pobladores de Mulaló colapsaron al evidenciar este suceso de tan alta magnitud, hubo todo tipo de catástrofes pero lo que más preocupo fue la caída de los residuos volcánicos, entre todo esto se halló un roca y por esto todo el mundo creyó, que es solo un castigo por los pecados que se han cometido desde ese entonces todos procuraban alejarse de dicha roca; un día todos preocupados evidenciaron algo; muy cercano a ella se encontraban un caballo, un gato negro y un perro, lo curioso fue que también vieron a una señora de avanzada edad, las personas que viven en zonas aledañas han dicho que, esta sella solo iba de paso por este sector pero cierto tiempo después esta persona tomo a estos animales y huyo con ellos, algo curioso que deja mucho a la imaginación fue que el gato es el único animal que logró escapar de ella y por tanto la población en general creyó que la piedra se los tragó, a la final no se supo nunca nada más de ninguno de estos animales, al ocurrir todo esto empezó a suscitar ciertos hechos que llamaban la atención ciertos sonidos que provenían desde el corazón de la roca, canciones que expresan todo los sentimientos existentes y por existir su nombre se debe a esta particular característica que muchos creen que solo son mitos.

### Dimensiones de la piedra Chilintosa
La roca es de 6 metros de alto y 20 de ancho o circunfernecia en donde la imagen de la Virgen de la Merced fue tallada en ella usando toda su superficie frontal (4.5 metro de alto y 3 de ancho, esta imagen fue elaborada porque es considerada la protectora del volcán.

## Cultural

### Mitos
- Las canciones reflejaban la actitud que tomaba la comunidad en aquellos momentos.
- Las melodías enamoraban a todos aquellos que la escuchaban.
- Desde ese momento, los gatos son los únicos animales que no se podían acercar a este lugar y si lo hacían tomaban una actitud de terror.
- Se cree que con la ayuda de la Virgen que se tallo en la roca se podría cesar aquellos sonidos que en un principio se los consideraban malos.

### Tradiciones
Cada año, los devotos, de la Virgen de La Merced organizan la caminata a la patrona del volcán, esta peregrinación se realiza con los primeros rayos del sol desde las 06:00 a. m. saliendo desde el templo de La Merced hasta la piedra Chilintosa se asemeja a una distancia cercana a los 32 kilómetros, esta distancia es la que recorren los fieles en honor a la Virgen a quien le atribuyen el milagro de detener la erupción del volcán Cotopaxi, se realiza una misa en devoción a la patrona, en donde para llegar a ella tiene una duración aproximada de seis horas, la mayoría de personas al llegar se arrodillan para elevar sus oraciones, tallan sus nombres en la roca como muestra de devoción rogando que sus deseos y plegarias sean respondidas, su misión es primero asistir a la misa y posteriormente ubicarse detrás de la imagen de la Virgen de la Merced.
Esta tradición se la ha tomado muy enserio entre los creyentes, también se cree que es muy importante su conocimiento ya que sin su intervención pondría al país en serios problemas con la erupción de este volcán potencialmente peligroso,es por esto que se considera una tradición muy importante para personas de este sector e inclusive pueden contar esta leyenda para que sea trascendental formando parte del patrimonio nacional.

### Turismo
Encontramos que su turismo tiene limitaciones a nivel nacional ya que se da en su mayoría por turistas nacionales, pero los extranjeros que vienen a este sector son enviados por residentes ecuatorianos en sus naciones, principalmente canadienses que les atrae la cultura de nuestro país.